# Ваздухопловна база Макгвајер
Ваздухопловна база Макгвајер (енгл. McGuire Air Force Base) насељено је место без административног статуса у америчкој савезној држави Њу Џерзи.

## Демографија
По попису из 2010. године број становника је 3.710, што је 2.768 (-42,7%) становника мање него 2000. године.
| Група             | 2000.         | 2010.         |
| Белци             | 4.254 (65,7%) | 2.299 (62,0%) |
| Афроамериканци    | 1.225 (18,9%) | 602 (16,2%)   |
| Азијати           | 179 (2,8%)    | 98 (2,6%)     |
| Хиспаноамериканци | 564 (8,7%)    | 506 (13,6%)   |
| Укупно            | 6.478         | 3.710         |